# TradingEconomics
TradingEconomics (anche detto TradingEconomics.com) è un sito web per la statistica creato dalla Ieconomics Inc. che fornisce serie storiche, dati statistici, previsioni e notizie sull'economia di ogni nazione.
Il sito afferma di riuscire a fornire oltre 300.000 indicatori complessive per 196 nazioni nel mondo, con un numero di visite totali al sito di un miliardo.
Tutti gli indicatori economici, le relative serie storiche e i grafici possono essere visti gratuitamente sul sito web, ma per poter scaricare i dati (in forma organizzata: XML, JSON o CSV), poterli comparare e vedere ancor più nei dettagli, e ricevere notifiche in tempo reale occorre sottoscrivere un piano di abbonamento.

## Caratteristiche

### Indicatori economici
Il principale scopo del sito è quello di fornire indicatori economici per l'economia di ogni paese (inclusi indicatori sul PIL, il mercato del lavoro, la sanità, il commercio, i prezzi al consumo e all'ingrosso, la produzione industriale, le abitazioni e i consumatori), nonché indicatori dei mercati (valute, criptovalute, titoli di Stato, azioni delle aziende, etc.) e sul rating dei debiti sovrani. Vi è anche una heatmap, ovvero una tabella omnicomprensiva che riunisce gli indicatori economici principali di ogni nazione in ogni tupla, per veloci comparazioni tra tutti i paesi.
Per la completezza e la centralizzazione dei dati e delle serie storiche di ogni nazione (anche quelle dei paesi in via di sviluppo), TradingEconomics viene spesso citato da molte testate giornalistiche riguardo a discussioni e possibili sviluppi di certi indici economico-sociali.

### Calendario, previsioni e notizie
Un'altra sezione del sito fornisce il calendario, gratuitamente visibile, di tutti gli annunci e gli aggiornamenti attesi per gli indicatori di ogni nazione, oltre a fornire tutte le ultime notizie dal mondo economico in generale.

### API
Con la sottoscrizione di un piano di abbonamento, tutti i dati disponibili sul sito possono essere scaricati in vari formati (CSV, XML o JSON) attraverso richieste effettuate con svariati linguaggi di programmazione (C#, JavaScript, Python, R, Ruby, etc.). Il sito stesso è presente su GitHub con una serie di esempi su come effettuare tali chiamate alle API del sito.

## Statistiche
Secondo Similarweb, il sito risulta avere al 2023 all'incirca 12 milioni di visualizzazioni mensili, posizionandosi tra i 7.000 siti web più visitati al mondo.